# Broken Home
«Broken Home» es el segundo sencillo del grupo de rock Papa Roach de su álbum del 2000 Infest.
La canción trata de un niño que vive en una familia con problemas. A pesar de ser muy aclamada por la crítica no logró superar el éxito "Last Resort".

## Lista de canciones
Sencillo 

| N.º | Título                        | Duración |  |
| 1.  | «Broken Home» (Álbum Versión) | 3:44     |  |
| 2.  | «Broken Home» (Radio Versión) | 3:28     |  |

 Maxi-sencillo 

| N.º | Título                           | Duración |  |
| 1.  | «Broken Home» (Álbum Versión)    | 3:41     |  |
| 2.  | «Broken Home» (Revised Edit)     | 3:28     |  |
| 3.  | «Last Resort» (Álbum Versión)    | 3:19     |  |
| 4.  | «Broken Home» (Video/LP Versión) | 3:46     |  |

## Posicionamiento
| Listas                                | Posiciones |
| ------------------------------------- | ---------- |
| German Singles Chart                  | 34         |
| U.S. Billboard Modern Rock Tracks     | 9          |
| U.S. Billboard Mainstream Rock Tracks | 18         |

- Datos: Q584621